# Borowikowce
Borowikowce (Boletales E.-J. Gilbert) – rząd grzybów z klasy pieczarniaków (Agaricomycetes).

## Charakterystyka
Większość gatunków to grzyby kapeluszowe o hymenoforze głównie rurkowatym, rzadko blaszkowatym lub pośrednim między rurkowatym a blaszkowatym. Część gatunków to grzyby zaliczane do wnętrzniaków, grzyby o owocniku rozpostartym lub skorupopodobnym z gładkim, merulioidalnym lub hydnoidalnym hymenoforem, oraz jeden gatunek (Bondarcevomyces taxi) podobny do grzybów poliporoidalnych. Jeden gatunek (Penttilamyces lichenicola) to grzyb naporostowy.

## Systematyka
Pozycja w klasyfikacji według Index Fungorum: Agaricomycetidae, Agaricomycetes, Agaricomycotina, Basidiomycota, Fungi.
Index Fungorum
Według aktualizowanej klasyfikacji CABI databases bazującej na Dictionary of the Fungi do rzędu tego należą:
- rodziny:
  - Boletaceae Chevall. 1825 – borowikowate
  - Boletinellaceae P.M. Kirk et al. 2001
  - Calostomataceae E. Fisch. 1900
  - Coniophoraceae ulbr. 1928 – gnilicowate
  - Diplocystidiaceae Kreisel 1924
  - Gasterellaceae Zeller 1948
  - Gomphidiaceae Maire ex Jülich 1982 – klejówkowate
  - Gyroporaceae Locq. 1984 – piaskowcowate
  - Hygrophoropsidaceae Kühner 1980 – lisówkowate
  - Paxillaceae Lotsy 1907 – krowiakowate
  - Protogastraceae Zeller 1934
  - Rhizopogonaceae Gäum. & C.W. Dodge 1928 – piestrówkowate
  - Sclerodermataceae Corda 1842 – tęgoskórowate
  - Sclerogastraceae Locq. 1974
  - Serpulaceae Jarosch & Bresinsky 2001 – stroczkowate
  - Suillaceae Besl & Bresinsky 1997 – maślakowate
  - Tapinellaceae Locq. 1984 – ponurnikowate
- rodzaje incertae sedis:
  - Corditubera Henn. 1897
  - Corneromyces Ginns 1976
  - Lamyxis Raf. 1820
  - Marthanella States & Fogel 1999
  - Phaeoradulum Pat. 1900[4].

Polskie nazwy na podstawie pracy Władysława Wojewody z 2003 r.